# Drosophila incertae sedis
Drosophila incertae sedis è un insieme di specie prive di collocazione nell'ambito della suddivisione tassonomica del genere Drosophila (Diptera: Drosophilidae) in sottogeneri.
Da decenni, il genere Drosophila, di cui è stato accertato il carattere parafiletico, è oggetto di revisioni tassonomiche che hanno comportato diverse importanti modifiche con conseguente riduzione del numero complessivo di specie. Quelle restanti, attualmente, ammontano ad un numero imprecisato che orientativamente si colloca fra le 1100 e le 1500 specie, a causa dell'incerta posizione tassonomica di alcuni clade. A queste si aggiunge un numero indefinito di specie non ancora descritte. I molteplici studi hanno permesso di ricostruire, almeno in parte, il complesso albero filogenetico delle Drosophila con la definizione di una ripartizione tassonomica in sottogeneri e, nell'ambito di questi, in insiemi privi di rango tassonomico definiti come "gruppi" e "sottogruppi" di specie affini.
Nella suddivisione tassonomica è attualmente riconosciuta l'esistenza di sette sottogeneri, di cui Drosophila (Drosophila) e Drosophila (Sophophora) sono i più consistenti. Un numero imprecisato di specie, tuttavia, non trova collocazione in alcuno di questi gruppi, spesso a causa di informazioni insufficienti ai fini dell'analisi cladistica. La complessità delle informazioni acquisite sul genere Drosophila, tuttavia, è causa di un certo grado di confusione, con la ricorrenza - in letteratura - di differenti nomenclature relative alle specie di incerta collocazione.

## Specie e distribuzione
Legenda: AF: ecozona afrotropicale, AU: ecozona australasiana, NE: ecozona neartica, NT: ecozona neotropicale, OR: ecozona orientale, PA: ecozona paleartica.
1) Specie segnalate come Drosophila incertae sedis sia nel TaxoDros sia nel BioSystematic Database of World Diptera:
- D. albipes Walker, 1853: NE
- D. brevis Walker, 1853: NE
- D. fronto Walker, 1853: NE
- D. fundomaculata Duda, 1925: NT
- D. ingrata Haliday, 1833: PA
- D. latipaenula Okada & Carson, 1982: AU
- D. longitarsis Duda, 1931: OR
- D. macquarti Wheeler, 1981: PA. Sinonimi: D. melanogaster Macquart, 1843
- D. megaspis Bezzi, 1908: AF
- D. mexicana Macquart, 1843: NT
- D. minuta Walker, 1852: NE
- D. monocolor Wheeler, 1981[3]: OR. Sinonimi: D. unicolor Meijere, 1914
- D. serripaenula Okada & Carson, 1982: AU
- D. soror Schiner, 1868: NT
- D. sphaerocera Thomson, 1869: NT
- D. teratos Bock, 1982: AU
- D. unicolor (Walker, 1864): AU. Sinonimi: D. walkeri Evenhuis & Okada, 1989
- D. xerophila Val, 1983: NT

2) Specie segnalate come incertae sedis nel TaxoDros e incluse nel sottogenere Drosophila nel BDWD:
- D. alani Pipkin, 1964: NT
- D. albincisa Meijere, 1911: OR
- D. albonotata Meijere, 1911: AU OR. Sinonimi: D. striaticeps Duda, 1923
- D. atra Walker, 1853: NT
- D. calidata Takada, Beppu & Toda, 1979: PA
- D. cilitarsis Hering, 1940: PA
- D. coffeina Schiner, 1868: AU
- D. dilacerata Becker, 1919: NT
- D. dorsalis Walker, 1865: AU
- D. dorsivitta Walker, 1861: NT
- D. elongata Sturtevant, 1927: OR
- D. facialis Adams, 1905: AF
- D. ferruginea Becker, 1919: NT
- D. griseicollis Becker, 1919: NT
- D. leoni Pipkin, 1964: NT
- D. mellea Becker, 1919: NT
- D. mycethophila Goureau, 1865: PA
- D. nigriceps Meigen, 1838: PA
- D. nitidapex Bigot, 1891: PA
- D. nodosa Duda, 1926: OR
- D. ochrifrons Duda, 1924: OR
- D. pallipes Dufour, 1846: PA
- D. paravibrissina Duda, 1924: OR
- D. perrisi Wheeler & Hamilton, 1972: PA
- D. quadriseriata Duda, 1924: OR
- D. reaumurii Dufour, 1845: PA
- D. scaptomyzoptera Duda, 1935: PA
- D. semiatra Meijere, 1914: OR
- D. solennis Walker, 1860: OR
- D. tarsalis Walker, 1852: NT
- D. tenuipes (Walker, 1849): NE
- D. testacens Wheeler, 1981: PA. Sinonimi: D. testacea Goureau, 1865
- D. thienemanni Duda, 1931: OR
- D. tjibodas Meijere, 1916: OR
- D. torrei Sturtevant, 1921: NT
- D. trichiaspis Duda, 1940: AF
- D. tristipes Duda, 1924: OR
- D. ungarensis De Meojere, 1911: OR
- D. verticis Williston, 1896: NT
- D. xiphiphora Pipkin, 1964: NT

3) Specie segnalate come incertae sedis nel BDWD e incluse nel sottogenere Drosophila nel TaxoDros:
- D. canadiana Takada & Yoon, 1989: NE
- D. carablanca Hunter, 1979: NT
- D. carlosvilelai Vela & Rafael, 2001: NT
- D. cathara Tsacas, 2004: AF
- D. leonis Patterson & Wheeler, 1942: NE
- D. machachensis Vela & Rafael, 2001: NT
- D. macropolia Patterson & Mainland, 1944: NE
- D. nainitalensis Singh & Bhatt, 1988: OR
- D. navojoa Ruiz, Heed & Wasserman, 1990: NE
- D. neoimmigrans Gai & Krishnamurthy, 1982: OR
- D. neorepleta Patterson & Wheeler, 1942: NE NT. Sinonimi: D. canapalpa Patterson & Mainland, 1944
- D. neotestacea Grimaldi, James & Jaenike, 1992: NE
- D. ophthalmitis Tsacas, 2007: AF
- D. orientacea Grimaldi, James & Jaenike, 1992: PA
- D. pachuca Wasserman, 1962: NE
- D. paragata Lachaise & Chassagnard, 2001: AF
- D. paraimmigrans Gai & Krishnamurthy, 1986: OR
- D. parisiena Heed & Grimaldi, 1991: NT
- D. pasochoensis Vela & Rafael, 2001: NT
- D. pauliceia Ratcov & Vilela, 2007: NT
- D. pegasa Wasserman, 1962: NE
- D. pollinospadix Patterson & Mainland, 1944: NE
- D. ponderosa Patterson & Mainland, 1943: NE
- D. propachuca Wasserman, 1962: NE
- D. racemova Patterson & Mainland, 1944: NE
- D. rubidifrons Patterson & Mainland, 1944: NE
- D. schachti Bächli, Vilela & Haring, 2002: PA
- D. setapex Patterson & Mainland, 1944: NE
- D. sonorae Heed & Castrezana, 2008: NE
- D. speciosa Da Silva & Martins, 2004: NT
- D. spenceri Patterson, 1943: NE
- D. subviridis Patterson & Mainland, 1953: NE
- D. tomasi Vela & Rafael, 2001: NT
- D. tranquilla Spencer, 1943: NE
- D. unipunctata Patterson & Mainland, 1943: NE
- D. urubamba Vilela & Pereira, 1993: NT
- D. valenciai Vela & Rafael, 2001: NT
- D. venezolana Wasserman, Fontdevila & Ruiz, 1983: NT
- D. vireni Bächli, Vilela & Haring, 2002: PA
- D. wassermani Pitnick & Heed, 1994: NT
- D. yangana Vela & Rafael, 2003: NT

4) Altre collocazioni incerte:
- D. aceti Kollar, 1851: PA. Classificato come incertae sedis nel TaxoDros, il BDWD segnala questo nome come sinonimo minore di Drosophila (Drosophila) melanogaster
- D. linearis Walker, 1852: NE. Classificato come incertae sedis nel TaxoDros, il BDWD lo segnala come nomen dubium e lo esclude dal genere Drosophila trattandolo come Drosophilidae incertae sedis

## Specie fossili
Nel genere Drosophila sono comprese alcune specie fossili del Cenozoico, la cui collocazione tassonomica è generalmente incerta e controversa:
- D. berryi Cockerell, 1923. Rinvenuto nel copale della Colombia, l'età di questo fossile è incerta a causa della datazione dubbia della resina. Il TaxoDros ed Evenhuis (1994) riportano questa specie come incertae sedis, il BDWD la segnala invece come appartenente al sottogenere Drosophila[1][2][4].
- D. blanda Statz, 1940. Rinvenuto nei sedimenti dell'Oligocene in Germania
- D. poinari Grimaldi, 1987. Ritrovata nell'ambra dominicana (Miocene), questa specie è trattata come incertae sedis nel TaxoDros e nel BDWD, mentre Evenhuis la include nel sottogenere Drosophila[4].
- D. statzi Ashburner & Bächli, 2004. Questo fossile, rinvenuto nei depositi oligocenici della Germania, fu determinato da Statz (1940) con il nome D. elegans. In seguito, Bock & Wheeler (1972) descrissero una nuova specie attribuendole il nome D. elegans già occupato in precedenza da Statz e generando un caso di omonimia, tuttavia sia il TaxoDros sia il BDWD riportano come valida la denominazione di Bock & Wheeler[5][6]. Ashburner & Bächli (2004) hanno proposto una nuova denominazione per il fossile al fine di conservare il nome per la specie definita da Bock & Wheeler[7]. La nuova denominazione è adottata nel TaxoDros[8] ed è segnalata nel BDWD, che riporta tuttavia in una nota il carattere incerto di questa revisione[9][10]. Evenhuis (1994), nel suo catalogo dei fossili dei Ditteri, riporta il nome originariamente attribuito da Statz, ma va rilevato che questa pubblicazione precede di dieci anni la proposta di nuova denominazione[4].
- D. succini Grimaldi, 1987. Fossile ritrovato nell'ambra dominicana, è classificato come incertae sedis nel TaxoDros e nel BDWD, mentre è inserito nel sottogenere Drosophila da Evenhuis[4].